# Олни (Мериленд)
Олни (енгл. Olney) насељено је место без административног статуса у америчкој савезној држави Мериленд.

## Демографија
По попису из 2010. године број становника је 33.844, што је 2.406 (7,7%) становника више него 2000. године.
| Група             | 2000.          | 2010.          |
| Белци             | 23.949 (76,2%) | 22.872 (67,6%) |
| Афроамериканци    | 2.761 (8,8%)   | 3.691 (10,9%)  |
| Азијати           | 2.526 (8,0%)   | 3.670 (10,8%)  |
| Хиспаноамериканци | 1.576 (5,0%)   | 2.871 (8,5%)   |
| Укупно            | 31.438         | 33.844         |